# 埃斯科·赛拉
埃斯科·赛拉（芬蘭語：Esko Saira，1938年6月14日—），芬兰男子冬季两项运动员。他曾代表芬兰参加1972年和1976年冬季奥林匹克运动会冬季两项比赛，共获得二枚银牌。